# Base aèria Learmonth

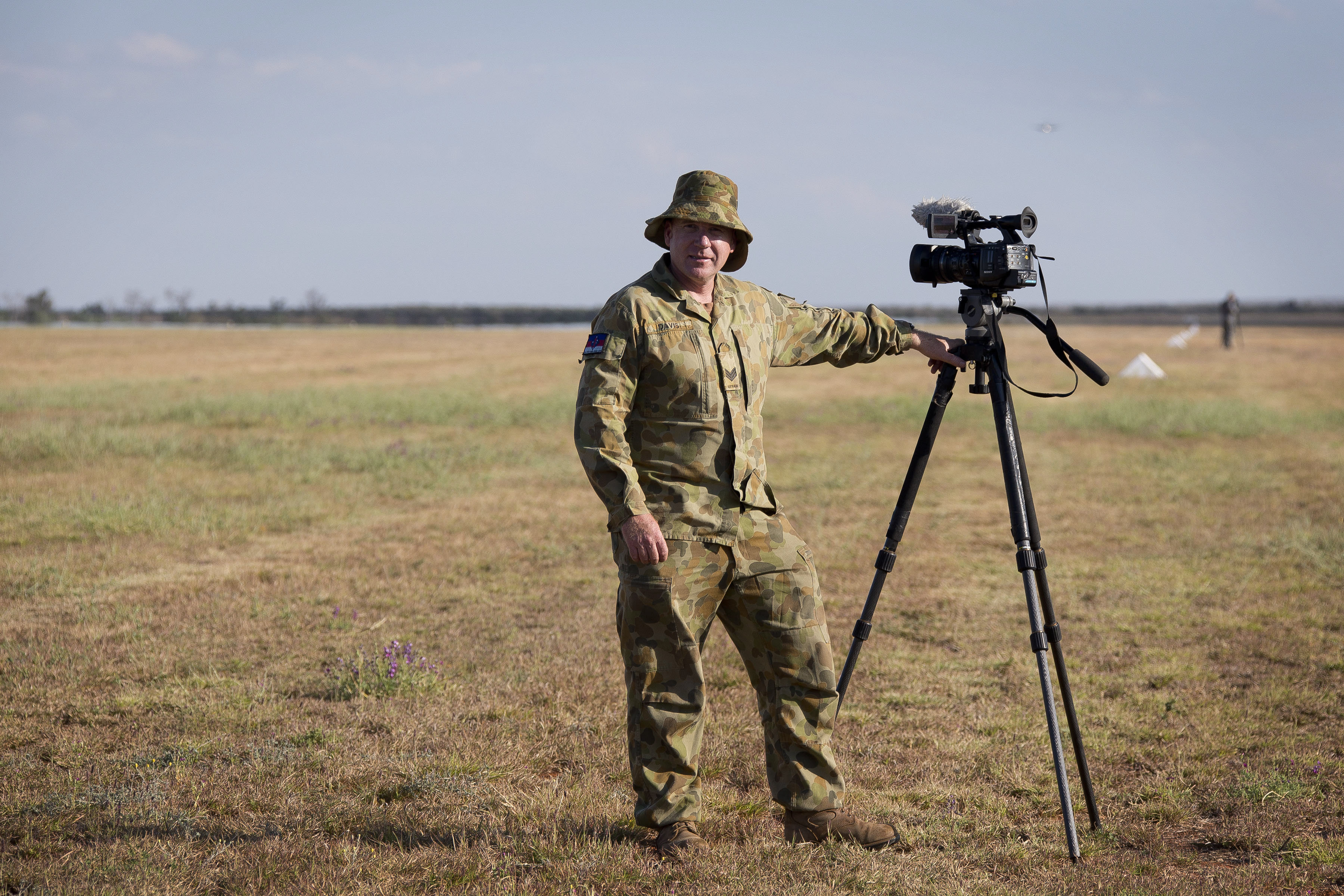
Fotografia d'uns exercicis militars l'any 2015.

La base aèria Learmonth (RAAF Base Learmonth), també coneguda com a Aeroport Learmonth (codi IATA: LEA, codi OACI: YPLM), és una base de la Reial Força Aèria Australiana (RAAF) i un aeroport civil. És una de les tres bases de la RAAF equipades només amb el mínim indispensable. Actualment, RAAF Learmonth no allotja cap unitat de la RAAF i té una plantilla mínima que s'ocupa de mantenir-la en temps de pau. Fou anomenada en honor de l'aviador australià Charles Learmonth.